# Robin Hyde
Pour les articles homonymes, voir Hyde.
Robin Hyde, nom de plume d'Iris Guiver Wilkinson née le 19 janvier 1906 au Cap et morte le 23 août 1939 à Londres, est une écrivaine et journaliste néo-zélandaise.

## Biographie
Wilkinson est née au Cap d'un père anglais qui travaille dans les chantiers de l'Empire britannique et engagé dans la seconde guerre des Boers. Il rencontre alors sa mère, une infirmière australienne. La famille part à Wellington quand elle a un mois. Elle fait ses études secondaires au Wellington Girls' College, où elle écrit de la poésie et des nouvelles pour le magazine de l'école. Après l'école, elle rate l'examen d'entrée à l'université Victoria de Wellington.
En 1921, elle rencontre Harry Sweetman, un jeune homme qui travaille avec son père, avec qui elle peut vivre une relation amoureuse à partir de 1923. À Pâques 1924, son genou, atteint par la tuberculose, nécessite une opération et une hospitalisation de plusieurs mois, elle en gardera une boiterie et une douleur toute sa vie qu'elle détournera en devenant dépendante à la morphine. Ils avaient le projet de vivre en Angleterre ; après l'accident, il part seul sans rien dire et mourra d'une pneumonie peu après son arrivée en février 1926. Elle apprendra sa mort en novembre 1927.
En 1925, elle devient journaliste pour The Dominion Post, écrivant principalement pour les pages féminines. Elle subvient à ses besoins grâce au journalisme tout au long de sa vie. 
En 1926, à Rotorua pour des vacances et un traitement pour son genou, Hyde a une liaison avec Frederick de Mulford Hyde, un ancien pilote de la Royal Air Force. Lorsqu'elle tombe enceinte, comme il ne veut pas de l'enfant, il la paie pour qu'elle donne naissance à Sydney, en Australie, en avril. Leur fils, Christopher Robin Hyde, est mort-né en septembre. Elle adoptera comme un « nom de guerre » le nom de Robin Hyde pour préserver sa mémoire. À son retour en Nouvelle-Zélande en décembre 1926, elle découvre que Frederick s'est marié. Traumatisée par la perte de son enfant, Hyde est hospitalisée à l'hôpital Queen Mary de Hanmer Springs, puis soignée au domicile familial de Wellington, seule sa mère était au courant de la grossesse.
Après une période de convalescence, elle recommence à écrire, publiant de la poésie dans plusieurs journaux néo-zélandais en 1927. Elle est engagée pour écrire des chroniques pour le Sun, journal de Christchurch, et le Mirror. Cependant, elle est frustrée par le manque d'apport créatif, car les journaux veulent simplement une chronique sociale ou destinée aux femmes. Ces expériences contribuent à son traité sur le journalisme en Nouvelle-Zélande, Journalese, publié en 1934.
En 1929, alors qu'elle travaille pour le Wanganui Chronicle, Hyde a une liaison avec Harry Lawson Smith, journaliste de Marton. Une nouvelle fois elle tombe enceinte et son amant, déjà marié, ne veut pas de cet enfant ; leur fils, Derek Arden Challis, naît le 29 octobre 1930 à Picton. La seule relation de Lawson Smith avec Hyde et leur fils consiste à verser des pensions alimentaires sporadiques, ce fils sera confié à un service social. Avec le temps, la mère de Hyde apprend l'existence de Derek, mais son père ne fut jamais informé. Elle a ensuite une relation avec un pharmacien qui lui fournit la morphine. En 1929, Hyde publie son premier recueil de poèmes, The Desolate Star.
En juin 1933, elle fait une tentative de suicide en se jetant dans le port d'Auckland. La justice, qui condamne le fait de se suicider, l'envoie dans l'hôpital psychiatrique d'Auckland. Les médecins lui conseillent d'arrêter le journalisme et d'écrire sur sa vie. Elle se consacre à une forte productivité littéraire. Entre 1935 et 1938, elle publie cinq romans : Passport to Hell (1936), Check To Your King (1936), Wednesday's Children (1937), Nor the Years Condemn (1938) et The Godwits Fly (1938). Un manuscrit de son autobiographie inédite est remis aux bibliothèques d'Auckland par Gilbert Tothill. Ses écrits témoignent d'une lutte pour une meilleure condition des femmes et des Maoris.
Début 1938, elle quitte la Nouvelle-Zélande pour aller tenter sa chance au Royaume-Uni, où ses livres sont publiés, et se rend à Hong Kong, arrivant début février. À l'époque, une grande partie de l'est de la Chine est sous occupation japonaise, après l'invasion japonaise de la Mandchourie en 1931. Hyde devait se rendre à Kobe puis à Vladivostok pour prendre le Transsibérien vers l'Europe. Comme le départ est retardé, elle se rend à Shanghai, occupée par les Japonais, où elle rencontre le compatriote néo-zélandaise Rewi Alley. Suivent diverses pérégrinations à travers la Chine, dont Canton et Hankou, ce dernier étant le centre de la résistance chinoise à l'occupation japonaise. Elle se déplace vers le nord pour visiter le front et est à Xuzhou lorsque les forces japonaises prennent la ville le 19 mai. Hyde tente de fuir la région en marchant le long des voies ferrées. Blessée et malade, les Japonais la soignent puis l'envoient à la ville portuaire de Qingdao où elle est remise aux autorités britanniques. Le 11 août 1938, elle reprend son voyage vers l'Angleterre par voie maritime, arrivant à Southampton le 18 septembre 1938.
Le 23 août 1939, Bill Jordan, haut-commissaire de la Nouvelle-Zélande au Royaume-Uni, entre chez elle à Kensington pour confirmer les préparatifs de son retour au pays. Il découvre sa mort d'une overdose de benzédrine. Elle est enterrée au Kensington New Cemetery, dans le quartier de Gunnersbury.